# Aphaniosoma cristatum
Aphaniosoma cristatum (лат.) — вид мух рода Aphaniosoma из семейства Chyromyidae. Видовой эпитет происходит от латинского crista, означающего «гребень», и относится к форме измененного заднего вертлуга у самцов.

## Распространение
Израиль.

## Описание
Мелкие мухи с телом длиной около 2 мм. Жёлтый вид группы A. collini, с коричневыми продольными скутальными виттами и сильными пресутуральными, преалярными и дорсоцентральными волосками. Самцы с уплощенным гребнем на заднем вертлуге и небольшим бугорком у крайнего основания заднего бедра. Среди других представителей группы collini с бледными лапками и пресутуральным внутриалярным волоском новый вид наиболее похож на A. hackmani Lyneborg, 1973; самцы легко отделяются на основе различных модификаций заднего вертлуга.